# Tursynbay Kulakhmet
Tursynbay Kulakhmet est un boxeur kazakh né le 27 janvier 1994.

## Carrière
Sa carrière amateur est principalement marquée par une médaille d'or remportée aux championnats d'Asie de 2019 dans la catégorie des poids moyens.

## Palmarès

### Championnats du monde
- Médaille de bronze en -75 kg en 2019 à Iekaterinbourg, Russie

### Championnats d'Asie
- Médaille d'or en -75 kg en 2019 à Bangkok, Thaïlande